# Trochoidea (genre)
Pour la super-famille de gastéropodes marins, voir Trochoidea (super-famille).
Genre
Synonymes
- Helix (Ochthephila) Beck, 1837
- Helix (Turricula) Beck, 1837
- Ochthephila H. Beck, 1837
- Trochoidea (Trochoidea) T. Brown, 1827
- Trochula Schlüter, 1838
- Tropidocochlis Locard, 1893
- Turricula H. Beck, 1837
- Xeroclivia Monterosato, 1892
- Xerocochlea Monterosato, 1892
- Xeronexa Monterosato, 1892

Trochoidea est un genre d'escargots terrestres européens de la famille des Hygromiidae (ou des Geomitridae selon les classifications).

## Espèces
Selon World Register of Marine Species (11 octobre 2019):
- Trochoidea caroni (Deshayes, 1832)
- Trochoidea cucullus (E. von Martens, 1875)
- Trochoidea cumiae (Calcara, 1847)
- Trochoidea elegans (Gmelin, 1791)
- Trochoidea liebetruti (Albers, 1852)
- Trochoidea pyramidata (Draparnaud, 1805)
- Trochoidea spratti (L. Pfeiffer, 1846)
- Trochoidea tarentina (L. Pfeiffer, 1848)
- Trochoidea trochoides (Poiret, 1789)

Noms en synonymie
- Trochoidea betulonensis, un synonyme de Xerocrassa montserratensis ssp. betulonensis
- Trochoidea claudinae, un synonyme de Xerocrassa claudinae
- Trochoidea geyeri, un synonyme de Xerocrassa geyeri (Soós, 1926)
- Trochoidea gharlapsi, un synonyme de Xerocrassa gharlapsi
- Trochoidea jimenensis, un synonyme de Xerocrassa jimenensis
- Trochoidea molinae, un synonyme de Xerocrassa molinae
- Trochoidea montserratensis, un synonyme de Xerocrassa montserratensis
- Trochoidea seetzenii, un synonyme de Xerocrassa seetzeni
- Trochoidea zaharensis, un synonyme de Xerocrassa zaharensis